# François Philippe Charpentier
François Philippe Charpentier (1734-1817) fue un artista, grabador e inventor francés que se dedicó principalmente, a la odenación de colores de forma conceptual y operativamente útil para ser utilizado profesionalmente.

## Biografía

### Infancia y juventud
Su padre fue archivista, un hombre pobre que hizo muchos sacrficios para que su hijo aistiera al colegio jesuita en Blois, pero, después de que François Philippe Charpentier estudiara durante un periodo de tiempo, se vio obligado a dejar la escuela para trabajar y mantenerse él mismo. Se dedicó, entonces, a descubrir el arte del grabado, e ingresó en el taller de un grabador de planchas de cobre en París. Realizó numerosos inventos basados en este campo, siendo el primero un proceso puramente mecánico para realizar grabados al aguatinta (gravure au lavis) y en color. Después de realizar diversos grabados usando esta técnica, vendió su secreto. El grabador y mecenas del arte, el conde de Calyus, fue uno de los primeros en usar esta máquina.

### Desarrollo de inventos
El rey Luis XVI le concedió el puesto de <<mécanico real>> (Mécanicien du Roi), y le cedió un estudio para él en los jardines del Louvre, donde usó un espejo ustorio para fundir metales sin utilizar el fuego. También inventó un vehículo para apagar el fuego, cuyo uso fue muy extendido y, en 1771, una máquina para perforar metales. Otro de sus inventos para el grabado mecánico fue el que permitió a los fabricantes de encaje realizar grabados en pocas horas, elaborando patrones y diseños que, antiguamente, hubiera requerido al menos seis meses de trabajo con el buril. El dispositivo de Charpentier para la iluminación del faro agradó a Luis XVI, por lo que ofreció al inventor un salario y un puesto como director del departamento de Faros, pidiéndole que fijara el precio de su descubrimiento. Charpentier rechazó el salario y le propuso que le dieran ese trabajo a un hombre joven, arguyendo que él prefería << ser libre para dedicarse él mismo al desarrollo de sus ideas>>. Recibió cien coronas por su invento. 
Durante la época de El Directorio francés, fabricó un instrumento para perforar seis cañones de una vez, y una máquina para serrar seis tablas simultáneamente. Por este invento, el gobierno le pagó 24 000 francos y le nombraron director del Taller de prefactura, establecido en el Hôtel Montmorency. Charpentier recibió numerosas ofertas de Rusia y de Inglaterra, debido a sus dispositivos para ahorrar mano de obra, pero las rechazó todas. 
Él murió como había vivido, en la pobreza. Sus principales trabajos existentes, sus grabados, son: La educación de la Virgen, después de François Boucher; La muerte de Arquímedes, después de Ciro Ferri; La pastora, después de Nicolaes Berchem; El descenso de la cruz, en color, después de Vanloo.

### Otros inventos
Su más conocida ordenación es el famoso Cubo de Charpentier, un hexaedro regular que contiene 150 cuadritos de diferentes colores. En cada una de las caras del cubo, se ven 25 colores. En los vértices del poliedro tenemos los colores blanco y negro, opuestos diagonalmente, los tres colores primarios (magenta, cian y amarillo) y los tres secundarios (verde, naranja y violeta).
Gracias a este cubo, y a su medición exacta de los colores, se atribuía la capacidad de realizar copias exactas de obras de arte, principalmente acuarelas, basándose en procesos científicos.